# Dealu Negru, Cluj
Dealu Negru este un sat în comuna Călățele din județul Cluj, Transilvania, România.

## Lăcașuri de cult
- Biserica din lemn "Sfinții Voievozi" (1764), adusă din satul învecinat Finciu.

## Galerie de imagini

Comuna Călăţele și satele componente